# Arkhangelsk (album)
Arkhangelsk is het derde muziekalbum van de Canadese muziekgroep Arc. Het is een ritmisch complex album geworden waarbij diverse ritmes door en aan elkaar geslagen worden.
Het album is in twee sessies tot stand gekomen, waarna slechts weinig zaken nog aangepast hoefden worden. Toronto was de plaats van opname. Het album verscheen in een oplage van 600 stuks bij Epidemie Records uit het Tsjechische Humpolec, gespecialiseerd in dit soort muziek.

## Musici
- Aidan Baker – gitaar, dwarsfluit , percussie
- Richard Baker – percussie, slagwerk
- Christopher Kukiel – elektronische percussie

## Composities
1. Relicary (16:39)
2. The valley of dry bones (16:11) (uit Ezechiël)
3. Angel sightings (16:18)
4. Ossuary (17:40)